# Stanko Bašić
Stanko Bašić (Broćanac, Posušje, 15. travnja 1945.), pjesnik, pisac za djecu, književni kritičar i novinar.

## Životopis
Osnovnu i srednju školu završio je u rodnome mjestu, a Učiteljsku školu u Mostaru. Kao učitelj radio je u selu Kašče kod Vitine. Na Filozofskom fakultetu u Sarajevu diplomirao je povijest jugoslavenskih književnosti i hrvatski jezik. U Narodnoj i univerzitetskoj biblioteci BiH radio je kao stručni suradnik. Bio je urednik Slobodne Dalmacije u Zagrebu. Potpisnik je Sarajevske deklaracije o hrvatskom jeziku 28. siječnja 1971. godine.

Pod imenom Stanislav Bašić objavio je knjige: "Glasnik", "Žilište", "Mame i tate" i "Mlada kapljica".

U šest antologija poezije u Bosni i Hercegovini uvršteno mu je čak 20 različitih pjesama.

## Djela
- "U krugu čitanja" (književna kritika o djelima Stanka Bašića), Zadar, 2018.
- "Glasnik i Žilište" (pretisak dviju zbirki pjesama i književna kritika o zbirkama), Zadar, 2018.
- "Rane priče", Zadar, 2018.
- "Kršćanstvo i new age", Balans centar, 2015.
- "Mlada Kapljica", Balans centar, 2016.
- "Kada nisam ja jesam" (zadarski ratni dnevnik), Udruga 3000 godina Za dar, Zadar, 2006., ISBN 953-7217-12-4
- "Moje vjetrenjače - to hrvatstvo, ta Hrvatska" (eseji), Udruga 3000 godina Za dar, Zadar, 2006., ISBN 953-7217-20-5
- "Razgovorom prema životu: hrvatske povijesne teme", Hrvatsko kulturno društvo Napredak, Zadar, 2003., ISBN 953-6452-04-9
- "Era vodenjaka - izazov za kršćanstvo" (kritička studija), Teovizija, Zagreb, 2001., ISBN 953-209-023-1
- "Mame i tate" (pjesme za djecu), 1976.
- "Žilište" (pjesme), 1973.
- "Glasnik" (pjesme), Svjetlost, Sarajevo, 1969.